# Get Together
"Get Together" (tạm dịch: Đến bên nhau) là một bài hát của ca sĩ nhạc pop người Mỹ Madonna. Bài hát được đồng sản xuất bởi Madonna và Stuart Price và được phát hành dưới dạng đĩa đơn thứ ba trích từ album Confessions on a Dance Floor (2005).
"Get Together" đứng đầu bảng tại Tây Ban Nha và Hungary, và lọt vào tốp 10 tại một số quốc gia như Phần Lan, Liên hiệp Anh, Canada, Ý và Trung Quốc. Tại Mỹ, ca khúc thu được thành công trên các bảng xếp hạng nhạc dance với vị trí quán quân tại Hot Dance Airplay và Dance Club.
"Get Together" nhận được một đề cử Grammy năm 2007 ở hạng mục Thu âm nhạc dance xuất sắc nhất nhưng để mất giải về nam ca sĩ Justin Timberlake với ca khúc "SexyBack".

## Danh sách các phiên bản chính thức
- Phiên bản album (phối) (5:30)
- Phiên bản album (không phối) (5:16)
- Radio (3:54)
- Phiên bản thương mại tại Nhật (4:20)
- Jacques Lu Cont Mix (6:16)
- Jacques Lu Cont Vocal chỉnh sửa (4:24)
- Danny Howells & Dick Trevor Kinkyfunk Mix (9:13)
- Danny Howells & Dick Trevor Kinkyfunk Edit (5:14) (chỉ có trên i-Tunese)
- Tiefschwarz Mix (7:34)
- Tiefschwarz chỉnh sửa (4:55) (chỉ có trên i-Tunese)
- James Holden Mix (8:00)
- James Holden chỉnh sửa (5:14) (chỉ có trên i-Tunese)

## Danh sách bài hát
| EU CD single (9362 42950-2) AU CD single (9362-42950-2) 1. "Get Together" (Radio Edit) — 3:54 2. "Get Together" (Jacques Lu Cont Mix) — 6:18 3. "Get Together" (Tiefschwarz Remix) — 7:34 UK 12" promo vinyl (PRO 15953) - A "Get Together" (Tiefschwarz Remix) — 7:34 - B "Get Together" (James Holden Remix) — 8:00 UK 12" vinyl (picture disc)(W725T) - A "Get Together" (Radio Edit) — 3:54 - B "Get Together" (Jacques Lu Cont Mix) — 6:18 EU Maxi-CD (9362 42935-2) US Maxi-CD (42935-2) CA Maxi-CD (CDW 42935) 1. "Get Together" (phiên bản album) — 5:15 2. "Get Together" (Jacques Lu Cont Mix) — 6:18 3. "Get Together" (The Danny Howells & Dick Trevor Kinky/Funk Mix) — 9:13 4. "Get Together" (Tiefschwarz Remix) — 7:34 5. "Get Together" (James Holden Remix) — 8:00 6. "I Love New York" (Thin White Duke Mix) — 7:43 | UK promo CD single (PR015952) 1. "Get Together" (Radio Edit) — 3:54 2. "Get Together" (Jaques Lu Cont Vocal Edit) — 4:22 3. "Get Together" (The Danny Howells & Dick Trevor Kinky/Funk Mix) — 9:13 UK CD single 1 (W725CD) 1. "Get Together" (Radio Edit) — 3:54 2. "Get Together" (Jaques Lu Cont Vocal Edit) — 4:22 UK CD single 2 (W725CD2) 1. "Get Together" (phiên bản album) — 5:15 2. "Get Together" (Jacques Lu Cont Mix) — 6:18 3. "Get Together" (The Danny Howells & Dick Trevor Kinky/Funk Mix) — 9:13 4. "Get Together" (Tiefschwarz Remix) — 7:34 5. "Get Together" (James Holden Remix) — 8:00 US 2 x 12" vinyl (0-42935) - A1 "Get Together" (phiên bản album) — 5:15 - A2 "Get Together" (Jacques Lu Cont Mix) — 6:18 - B1 "Get Together" (Tiefschwarz Remix) — 7:34 - B2 "I Love New York" (Thin White Duke Mix) — 7:43 - C "Get Together" (James Holden Remix) — 8:00 - D "Get Together" (The Danny Howells & Dick Trevor Kinky/Funk Mix) — 9:13 US PROMOTIONAL CD (Summer Reel 2006) 1. "Get Together" (The Danny Howells & Dick Trevor Kinky Funk Mix Edit) - 5:13 |

## Video ca nhạc

Madonna trong video "Get Together" phiên bản gốc.

Có hai video ca nhạc hơi khác nhau cho "Get Together" trong đó phiên bản gốc ghi lại màn biểu diễn của Madonna tại câu lạc bộ KOKO ở Luân Đôn tháng 11 năm 2005 nhân chuyến quảng bá cho album Confessions on a Dance Floor. Phiên bản còn lại được quay khi cô trình diễn ca khúc trong chuyến lưu diễn Confessions.
Video ca nhạc phiên bản gốc được đạo diễn bởi Logan, một công ty hoạt hình tại Venice, California, chịu nhiều ảnh hưởng từ các họa phẩm khiêu dâm của nghệ sĩ người Ý Milo Manara. Hiệu ứng hoạt họa được sử dụng xuyên suốt video, cho thấy thế giới quay cuồng theo thời gian, với các cảnh phun trào núi lửa, khủng long bay và cuối cùng là toàn cảnh của một khu đô thị. Phiên bản này được ra mắt trực tuyến tại Mỹ ngày 14 tháng 6 trên trang điện tử của Vh1 và ra mắt truyền hình tại Anh trên Kênh 4.
- Đạo diễn: Logan
- Sản xuất: Logan
- Đạo diễn hình: Logan
- Biên tập: Logan
- Công ty sản xuất: Logan

## Xếp hạng và chứng nhận
| Bảng xếp hạng (2006)                        | Vị trí cao nhất |
| ------------------------------------------- | --------------- |
| Australian Singles Chart                    | 13              |
| Austrian Singles Chart                      | 35              |
| Belgium Singles Chart (Flanders)            | 22              |
| Belgium Singles Chart (Wallonia)            | 33              |
| Canadian Singles Chart                      | 4               |
| Czech Airplay Chart                         | 13              |
| Danish Singles Chart                        | 12              |
| Dutch Top 40                                | 13              |
| Eurochart Hot 100 Singles                   | 18              |
| Finnish Singles Chart                       | 6               |
| French Singles Chart                        | 26              |
| German Singles Chart                        | 28              |
| Hungarian Singles Chart                     | 1               |
| Irish Singles Chart                         | 17              |
| Italian Singles Chart                       | 2               |
| Slovak Airplay Chart                        | 9               |
| Spanish Singles Chart                       | 1               |
| Swedish Singles Chart                       | 15              |
| Swiss Singles Chart                         | 24              |
| UK Singles Chart                            | 7               |
| US Billboard Bubbling Under Hot 100 Singles | 6               |
| US Hot Dance Club Play                      | 1               |
| US Hot Dance Airplay                        | 1               |
| US Hot Singles Sales                        | 2               |
| US Pop 100                                  | 84              |
| Venezuela Pop Rock (Record Report)          | 1               |

| Quốc gia                                                                           | Chứng nhận | Số đơn vị/doanh số chứng nhận |
| ---------------------------------------------------------------------------------- | ---------- | ----------------------------- |
| Canada (Music Canada)                                                              | Vàng       | 10.000*                       |
| Thụy Điển (GLF)                                                                    | Vàng       | 10.000^                       |
| * Chứng nhận dựa theo doanh số tiêu thụ. ^ Chứng nhận dựa theo doanh số nhập hàng. |            |                               |

| Bảng xếp hạng (2006) | Vị trí |
| -------------------- | ------ |
| UK Singles Chart     | 158    |
| US Hot Dance Airplay | 6      |
| US Hot Singles Sales | 21     |